# Antonio Malfante
Antonio Malfante (1409 Janov – 1450 Mallorca) byl janovský kupec a cestovatel v severní Africe.

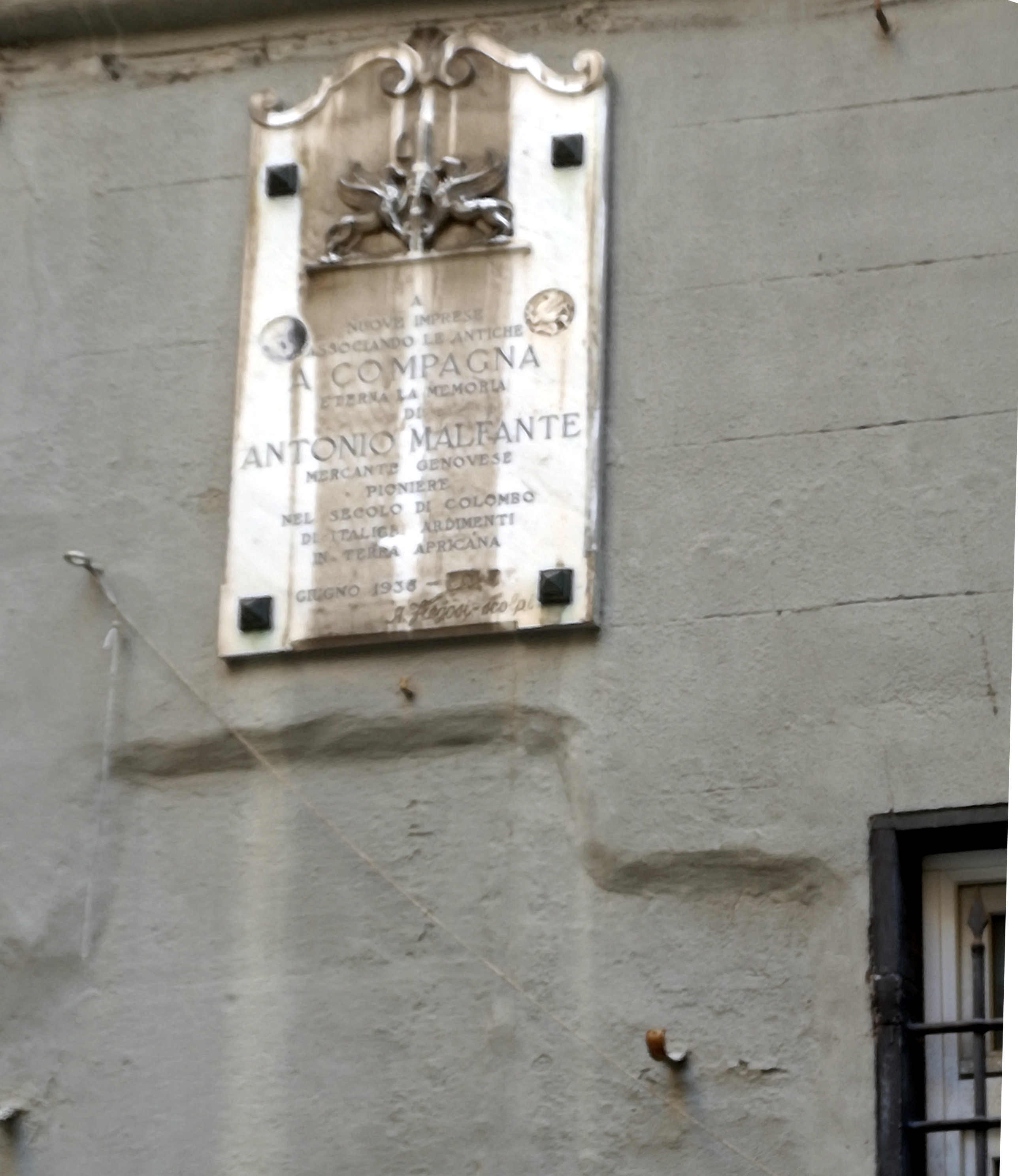
Pamětní deska Antonio Malfanta na náměstí Piazza Cattaneo v Janově.

Byl synem Tommase, který patřil k šlechtické janovské rodině Malfante, původem z Lerici. Tato kdysi mocná rodina se zabývala obchodem a v Janově provozovala hotel, v době Antoniova narození, ale vstupovala do fáze úpadku a nedostatku peněz.
Antonio Malfante se ve velmi mladém věku přestěhoval do zahraničí, kde se mu z pověření bankovní firmy Centurione podařilo nashromáždit bohatství. V roce 1443 požádal o povolení k návratu do Janova, které získal poté, co vyřešil problémy své rodiny s daňovými úřady. Po návratu do rodného města uspořádal rodinné záležitosti a v září 1446 se nalodil na loď do Honaïne, důležitého přístavu v království Tlemsen na území dnešního Alžírska. Procestoval alžírsko-marocké pohraničí a pak se z Tlemsenu vypravil na jih, aby zjistil další informace o zdrojích zlata. Tento důležitý úkol mu byl svěřen janovskou ekonomickou elitou, protože pravděpodobně před návratem do Janova žil v severní Africe a plynule ovládal arabštinu i berberštinu.
Z Honaïne putoval velbloudí karavanou na jih až do oázy Tuát, kde zjistil, že zlato přichází z tropické Afriky, které je tam směňováno za saharskou sůl. Usadil se proto v Tamantitu pod ochranou šejka Sidi Yahia ben-Idira, kde zásluhou obchodníků i samotného šejka shromažďoval informace o oblasti Sahelu a subsaharské Africe. Sepisoval způsoby a zvyky různých národů, které v těchto oblastech žili. Na základě sesbíraných informací dospěl k mylnému závěru, že se řeka Niger spojuje s Nilem. Ve svých listech zmiňuje velké město Thambet, které by mělo být centrem budoucího obchodu. Ačkoliv ve svých zprávách popisoval velké možnosti obchodu, sám při tamním obchodování přišel o 2 000 piastrů.
Není známo, kdy se přesně vrátil do Evropy. Existují teorie, že byl do afrických pouští vyslán i vlivnými mallorskými Židy, kteří obchodovali se zlatem a pověřili ho i pátráním po ztraceném židovském kmeni v touatské poušti. Proto se měl na zpáteční cestě zastavit na Mallorce, kde v roce 1450 zemřel.